# Loujain al-Hathloul

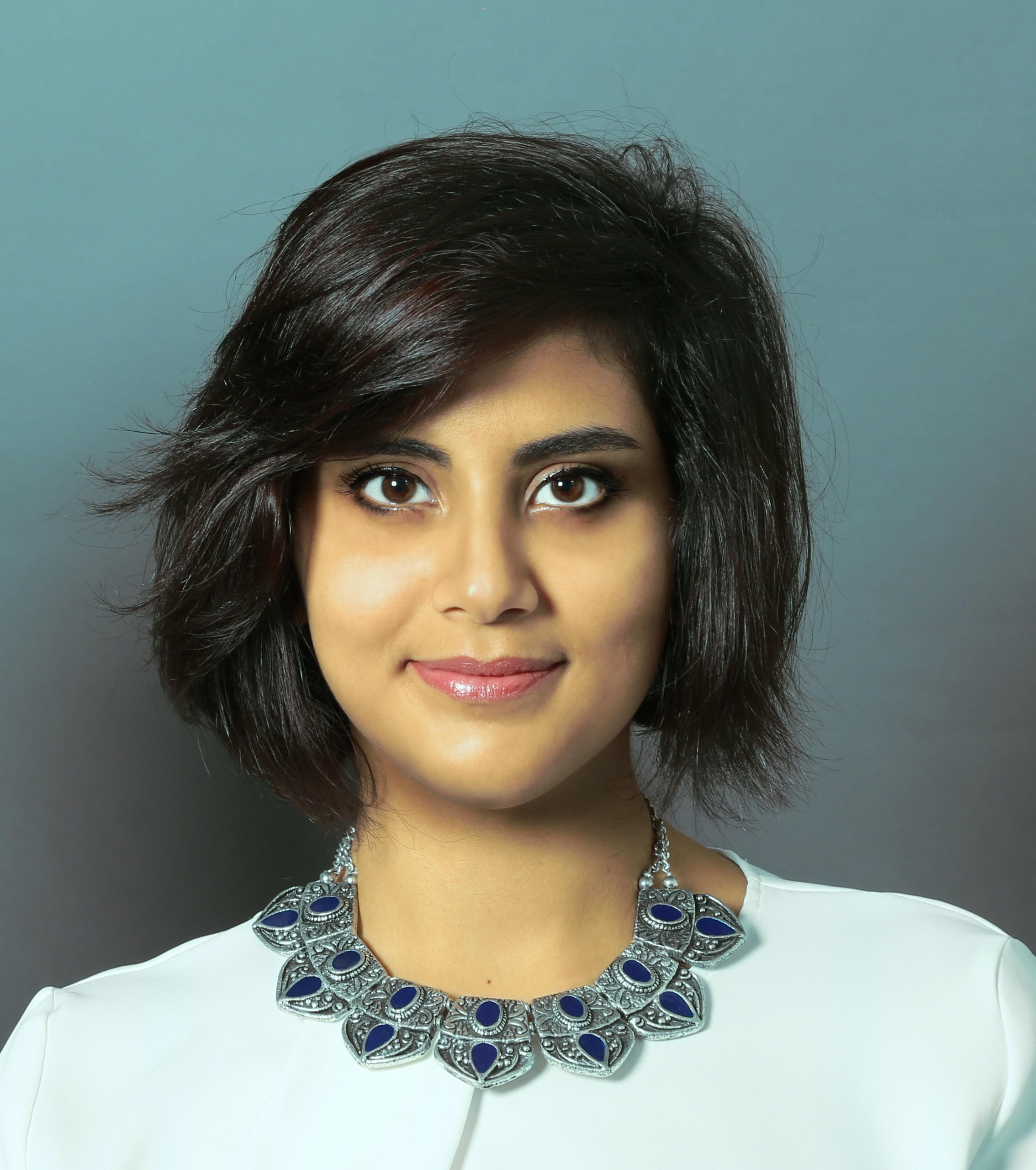
Loujain al-Hathloul (2016)

Loujain al-Hathloul (arabisch لجين الهذلول Ludschain al-Hadhlul, DMG Luǧain al-Haḏlūl; geboren 31. Juli 1989) ist eine saudi-arabische Frauenrechtlerin. Sie wurde im März 2018 in Dubai von saudi-arabischen Sicherheitskräften entführt, nach Saudi-Arabien verschleppt und dort im Mai 2018 erneut festgenommen. Ihre Familie und Menschenrechtsorganisationen erhoben Foltervorwürfe. 2020 wurde sie von einem saudi-arabischen Gericht zu rund sechs Jahren Haft wegen Störung der öffentlichen Ordnung verurteilt. Im Februar 2021 wurde sie aus der Haft entlassen und mit einer fünfjährigen Ausreisesperre belegt. Ein Berufungsgericht bestätigte im März 2021 sowohl die Haftstrafe als auch die Ausreisesperre.
2019 und 2020 wurde sie für den Friedensnobelpreis nominiert. Im April 2021 erhielt sie den Václav-Havel-Menschenrechtspreis 2020.

## Aktivitäten
Al-Hathloul graduierte an der kanadischen University of British Columbia.
Für ihren Aktivismus nutzte sie von Beginn an erfolgreich die sozialen Medien. Sie hat sich unter anderem für die Aufhebung des Fahrverbots für Frauen in Saudi-Arabien eingesetzt, außerdem dafür, die rechtliche Vormundschaft für Frauen durch Männer zu beenden.
Im September 2014 unterzeichnete sie mit 14.000 anderen Personen eine Petition, die König Salman dazu aufforderte, die rechtliche Vormundschaft für Frauen durch Männer zu beenden. Am 1. Dezember 2014 wurde sie für 73 Tage festgehalten, als sie versuchte, in ihrem Auto über die Grenze der Vereinigten Arabischen Emirate nach Saudi-Arabien zu fahren, wodurch sie gegen das dort geltende Fahrverbot für Frauen verstieß. Am 4. Juni 2017 wurde sie am Flughafen Dammam festgenommen, und ihr wurden der Kontakt zu ihrer Familie und die Verteidigung durch einen Anwalt verwehrt.
Im März 2018 stoppten Fahrzeuge saudi-arabischer Sicherheitskräfte ihr Auto auf einer Autobahn in den Vereinigten Arabischen Emiraten, wo sie sich befand, um einen Master-Abschluss zu machen. Man legte ihr Handschellen an und fuhr sie zu einem Flughafen. In einem Privatjet flog man sie nach Saudi-Arabien, wo sie für einige Tage eingesperrt wurde.
Am Abend des 15. Mai 2018 wurde sie zusammen mit Eman al-Nafjan, Aisha al-Mana, Aziza al-Yousef, Madeha al-Ajroush und einigen Männern, die sich für Frauenrechte in Saudi-Arabien eingesetzt hatten, erneut festgenommen. Human Rights Watch teilte mit, dass der Sinn der Verhaftung sei, „jeden, der sich skeptisch über die Agenda des Prinzen äußert, einzuschüchtern“ (mit „Prinz“ ist Mohammed bin Salman gemeint). Laut Angaben ihrer engsten Verwandten wurde sie nach der Festnahme in Einzelhaft gehalten und gefoltert. Sie wurde mit Waterboarding, Schlägen, Peitschenhieben und Elektroschocks gefoltert, zudem sexuell missbraucht und mit Vergewaltigung und Mord bedroht.
Seit Juni 2018 ist es Frauen in Saudi-Arabien erlaubt, Auto zu fahren. Trotzdem saß al-Hathloul zusammen mit anderen Aktivistinnen während dieser Zeit weiter im Gefängnis.
Im August 2019 berichtete ihre Familie, dass Hathloul eine Offerte der saudi-arabischen Justiz erhielt, ihre Freilassung aus dem Gefängnis durch eine Videoaussage, in der sie bestreitet gefoltert worden zu sein, zu erkaufen.
Am 15. September 2020 forderten 29 Länder, meist westliche Länder, darunter Deutschland, Saudi-Arabien auf, die inhaftierte al-Hathloul zusammen mit vier weiteren inhaftierten Frauen, die sich für das Fahren von Frauen einsetzten, freizulassen.
Am 8. Oktober 2020 forderte das Europäische Parlament Saudi-Arabien auf, alle Menschenrechtsaktivisten, insbesondere die Aktivistinnen für die Frauenbewegung einschließlich al-Hathloul, in einer gegen die Menschenrechtsverletzungen des Königreichs verabschiedeten Resolution freizulassen. Die Abgeordneten betonten die Situation dieser Dissidenten und Migranten in den Haftanstalten des Landes und forderten die Staaten der Europäischen Union auf, ihre Vertretung auf dem saudi-arabischen G20-Gipfel zu reduzieren.
Ende Oktober 2020 begann al-Hathloul einen Hungerstreik, um wieder regelmäßigen Besuch im Gefängnis zu erreichen. Am 10. November 2020 erklärte der saudi-arabische Botschafter in Großbritannien, sein Land erwäge, al-Hatloul vor dem G20-Gipfel im selben Monat freizulassen. Die Entscheidung wurde nach dem internationalen politischen Druck, sie freizulassen, geprüft, da sie sich in einem einwöchigen Hungerstreik befand.
Im November 2020 wurde al-Hathloul nach dem Ende des G20-Gipfels in Riad angeklagt, sich für Frauenrechte engagiert zu haben, an internationalen Konferenzen über die Menschenrechtslage in Saudi-Arabien teilgenommen zu haben sowie in Kontakt mit europäischen Diplomaten gewesen zu sein. Am 29. November 2020 veröffentlichten sieben europäische Gesandte eine gemeinsame Erklärung, in der sie die fortgesetzte Inhaftierung von fünf Frauenrechtsaktivistinnen verurteilten, darunter al-Hathloul, deren Fall wegen terroristischer Straftaten an ein Sondergericht verwiesen wurde. Die Gesandten der Niederlande, Deutschlands, Großbritanniens, Estlands, Finnlands, Schwedens und Luxemburgs forderten die Freilassung al-Hathlouls.
Im Dezember 2020 wurde sie schließlich in einem Schnellprozess von einem „Sondergericht für Terror-Bekämpfung“ zu einer Gefängnisstrafe von fünf Jahren und acht Monaten verurteilt. Das Urteil befand, sie unterhalte Kontakte zu „feindlichen“ ausländischen Regierungen, um das politische System des Landes zu verändern.
Im Februar 2021 wurde sie unter der Bedingung aus der Haft entlassen, sich bis zum Ende der Bewährungszeit nicht kritisch zu äußern. Außerdem wurde sie mit einer fünfjährigen Ausreisesperre belegt. Die Ausreisesperre wurde auch für ihre Eltern angeordnet. Ein Berufungsgericht bezeichnete die Haftstrafe und die fünfjährige Ausreisesperre am 10. März 2021 als rechtmäßig.
Im Juli 2021 meldeten Medien, dass Loujain al-Hathloul mit der Spionagesoftware Pegasus ausgespäht wurde.

## Familie
Loujain al-Hathloul war von 2014 bis 2018 mit Fahad al-Butairi (arabisch: فهد البتيري) verheiratet, einem saudi-arabischen Komiker und Schauspieler. Al-Butairi war der erste Komiker, der in Saudi-Arabien und in den Golfstaaten professionell auf der Bühne auftrat, nachdem die strengen Gesetze gegen die Kritik an bestimmten Aspekten der saudi-arabischen Gesellschaft gelockert worden waren. Außerdem war er über YouTube bekannt. Im März 2018 wurde er in Jordanien festgenommen. In Handschellen und mit verbundenen Augen wurde er in einem Flugzeug nach Saudi-Arabien gebracht. Dort soll er von den Behörden zur Scheidung gezwungen worden sein.
Loujain al-Hathlouls jüngere Schwester Lina lebt als Juristin in Belgien und tritt ebenfalls öffentlich als Frauenrechtlerin und Kritikerin des saudischen Regimes in Erscheinung.

## Ehrungen
2015 wählte die Wirtschaftszeitung Arabian Business aus Dubai Loujain al-Hathloul auf Platz drei der weltweit einflussreichsten arabischen Frauen (Most Powerful Arab Women 2015). Im März 2019 verlieh der US-amerikanische Autorenverband PEN America al-Hathloul, Nouf Abdulaziz und Eman al-Nafjan den PEN America/Barbey Freedom to Write Award. Al-Hathloul wurde von dem amerikanischen Nachrichtenmagazin Time unter die 11 einflussreichsten Personen 2019 (100 Most Influential People of 2019) gewählt.
Am 5. Februar 2019 beschloss der Stadtrat von Mannheim, al-Hathloul mit dem Bertha-und-Carl-Benz-Preis 2019 der Stadt auszuzeichnen; wegen ihrer Inhaftierung konnte sie den Preis nicht entgegennehmen. Bei der nachgeholten Übergabeveranstaltung am 20. September 2020 in Mannheim wurde sie durch ihre Schwester Lina al-Hathloul vertreten, die live aus Brüssel zugeschaltet war. Die Veranstaltung wurde im Internet auf Deutsch, Englisch und Arabisch übertragen.
Für den Friedensnobelpreis wurde sie 2019 und 2020 nominiert.
Am 19. April 2021 zeichnete der Europarat sie mit dem Václav-Havel-Menschenrechtspreis 2020 aus.